# Gaonok listája
Az alábbi szócikk a kora középkori gaonok korának két nagy zsidó vallási iskolája, a Szúrai Akadémia és Pumbeditai Akadémia vezetőit – akik egyben a babilóniai zsidók általános vallási vezetői is voltak –, a gaonokat tartalmazza.

## Szúrai és pumbeditai gaonok listája
| Név                                                       | Hivatali idő                 |
| --------------------------------------------------------- | ---------------------------- |
| Mar ben Huna                                              | gaon: 609 – 614              |
| I. Hanina                                                 | gaon: 614 – ?                |
| Huna                                                      | gaon: 650 körül              |
| Sesna                                                     | gaon: 670 körül              |
| II. Hanina                                                | gaon: 689 – 694              |
| Hillaj                                                    | gaon: 694 – 712              |
| Jakob ha-Kohen                                            | gaon: 712 – 730              |
| Sámuel                                                    | gaon: 730 – 748              |
| Mari ha-Kohen                                             | gaon: 748 – 756              |
| Rav Aha                                                   | gaon: 756                    |
| Jehudáj ben Nahman                                        | gaon: 757 – 761              |
| Ahhunáj Kahana ben Papa                                   | gaon: 761 – 769              |
| Haninaj Kahana ben R. Huna                                | gaon: 769 – 774              |
| Mari ha-Levi ben R. Mesarseja                             | gaon: 774 – 778              |
| Bebáj ha-Levi ben R. Abba                                 | gaon: 778 – 789              |
| Hiláj ben R. Mari                                         | gaon: 789 – 798              |
| Jacob ha-Kohen ben Mordekáj                               | gaon: 798                    |
| Rav Abimai                                                | gaon: 798                    |
| Cádok ben R. Asi                                          | gaon: 810 – 812              |
| Hiláj ben R. Hanania                                      | gaon: 812 – 816              |
| Kimoj ben R. Asi                                          | gaon: 816 – 820              |
| Mesarseja Kahana ben Jakob                                | gaon: 830 – 840              |
| Interregnum 841 – 842                                     |                              |
| Kohen Cedek ben Abimáj                                    | gaon: 842 – 843              |
| Szár Salom ben R. Boaz                                    | gaon: 843 – 853              |
| Natronáj ben Hiláj                                        | gaon: 853 – 861              |
| Amram bar Sesna                                           | gaon: 861 – 872              |
| Nahson ben Cádok                                          | gaon: 872 – 879              |
| Cemah ben Hajjim                                          | gaon: 879 – 886              |
| Rav Malka                                                 | gaon: 886                    |
| Háj ben R. Nahson                                         | gaon: 886 – 896              |
| Hiláj ben Natronáj                                        | gaon: 896 – 904              |
| Salom ben R. Misael                                       | gaon: 904                    |
| Jakob ben R. Natronáj                                     | gaon: 911 – 914              |
| Jom-Tob Kahana ben R. Jakob                               | gaon: 914 – 924              |
| Szaadja ben Joszéf                                        | gaon: 928 – 942              |
| Joszéf ben R. Jakob                                       | gaon: 942                    |
| Az akadémiai átmenetileg zárva tart 945 körül – 990 körül |                              |
| Cemah Cedek ben Paltoj ben Isszak                         | gaon: 990 körül – 998 körül  |
| Sámuel ben Hofni                                          | gaon: 998 körül – 1012 körül |
| Dosza ben Szaadja                                         | gaon: 1012 – 1018            |
| Iszrael ha-Kohen ben Sámuel ben Hofni                     | gaon: 1018 – 1033            |
| Az akadémia 1033-ban megszűnik                            |                              |

| Név                            | Hivatali idő      |
| ------------------------------ | ----------------- |
| Iszkijai Hanan                 | gaon: 589 – 608   |
| Mari ben R. Dimi               | gaon: 608 – ?     |
| Rav Hana                       | gaon: 630 körül   |
| Rav Rabbah                     | gaon: 651 körül   |
| Rav Boszáj                     | gaon: 660 körül   |
| Huna Mari ben Mar R. Joseph    | gaon: 689 körül   |
| Mesani Hijja                   | gaon: 700 körül   |
| Rav Rabja                      | gaon: 710 körül   |
| Natronáj b. Mar Nehemiah       | gaon: 719 körül   |
| Júda Gaon                      | gaon: 730 körül   |
| Joszéf Gaon ben Kitnáj         | gaon: 739 – 748   |
| Sámuel ben Mar R. Mari         | gaon: 748 – 755   |
| Natroj Kahana b. Emuna         | gaon: 755 – 761   |
| Abraham Kahana                 | gaon: 761         |
| Dodáj ben R. Nahman            | gaon: 761 – 767   |
| R. Hananja ben R. Mesarseja    | gaon: 767 – 771   |
| Malka ben R. Aha               | gaon: 771 – 773   |
| Rabba ben R. Dodáj             | gaon: 773 – 782   |
| Rav Sinváj                     | gaon: 782         |
| Haninaj Kahana ben Abraham     | gaon: 782 – 786   |
| Huna ben ha-Levi ben Iszaak    | gaon: 786 – 788   |
| Manassé ben R. Joszéf          | gaon: 788 – 796   |
| Iszaiah ha-Levi ben R. Abba    | gaon: 796 – 798   |
| Joszéf ben R. Sila             | gaon: 798 – 804   |
| Kahana ben Hanináj             | gaon: 804 – 810   |
| Abumáj Kahana ben Abraham      | gaon: 810 – 814   |
| Joszéf ben R. Abba             | gaon: 814 – 816   |
| Ábraham ben R. Serira          | gaon: 816 – 828   |
| Joszéf ben Mar R. Hijja        | gaon: 828 – 833   |
| Iszaak ben R. Hananiah         | gaon: 833 – 839   |
| Joszéf ben R. Abba             | gaon: 839 – 841   |
| Paltoj ben R. Abaje            | gaon: 841 – 858   |
| Aha Kahana ben Mar Rav         | gaon: 858         |
| Menahém ben R. Joszéf          | gaon: 858 – 860   |
| Mattatiah ha-Kohen b. Ravrevaj | gaon: 860 – 869   |
| Abba ben R. Ammi               | gaon: 869 – 872   |
| Cemah ben Paltoj               | gaon: 872 – 889   |
| Háj ben R. Dávid               | gaon: 889 – 896   |
| Kimoj ben R. Ahháj             | gaon: 896 – 905   |
| Mebasszer Kahana ben R. Kimoj  | gaon: 905 – 917   |
| Kohen Cedek Kahana ben Joszéf  | gaon: 917 – 922   |
| Cemah ben Kafnáj               | gaon: 922 – 937   |
| Aaron ibn Szargado             | gaon: 943 – 960   |
| Nehemiah ben Kohen Cedek       | gaon: 960 – 968   |
| Serira ben Hanina              | gaon: 968 – 998   |
| Háj ben Serira                 | gaon: 998 – 1038  |
| Hezekiah ben David             | gaon: 1038 – 1040 |
| Az akadémia 1040-ben megszűnik |                   |

## Fordítás
- Ez a szócikk részben vagy egészben  a   Sura Academy című angol Wikipédia-szócikk fordításán alapul.  Az eredeti cikk szerkesztőit annak laptörténete sorolja fel. Ez a jelzés csupán a megfogalmazás eredetét és a szerzői jogokat jelzi, nem szolgál a cikkben szereplő információk forrásmegjelöléseként.
- Ez a szócikk részben vagy egészben  a   Pumbedita Academy című angol Wikipédia-szócikk fordításán alapul.  Az eredeti cikk szerkesztőit annak laptörténete sorolja fel. Ez a jelzés csupán a megfogalmazás eredetét és a szerzői jogokat jelzi, nem szolgál a cikkben szereplő információk forrásmegjelöléseként.